# Kedleston Hall

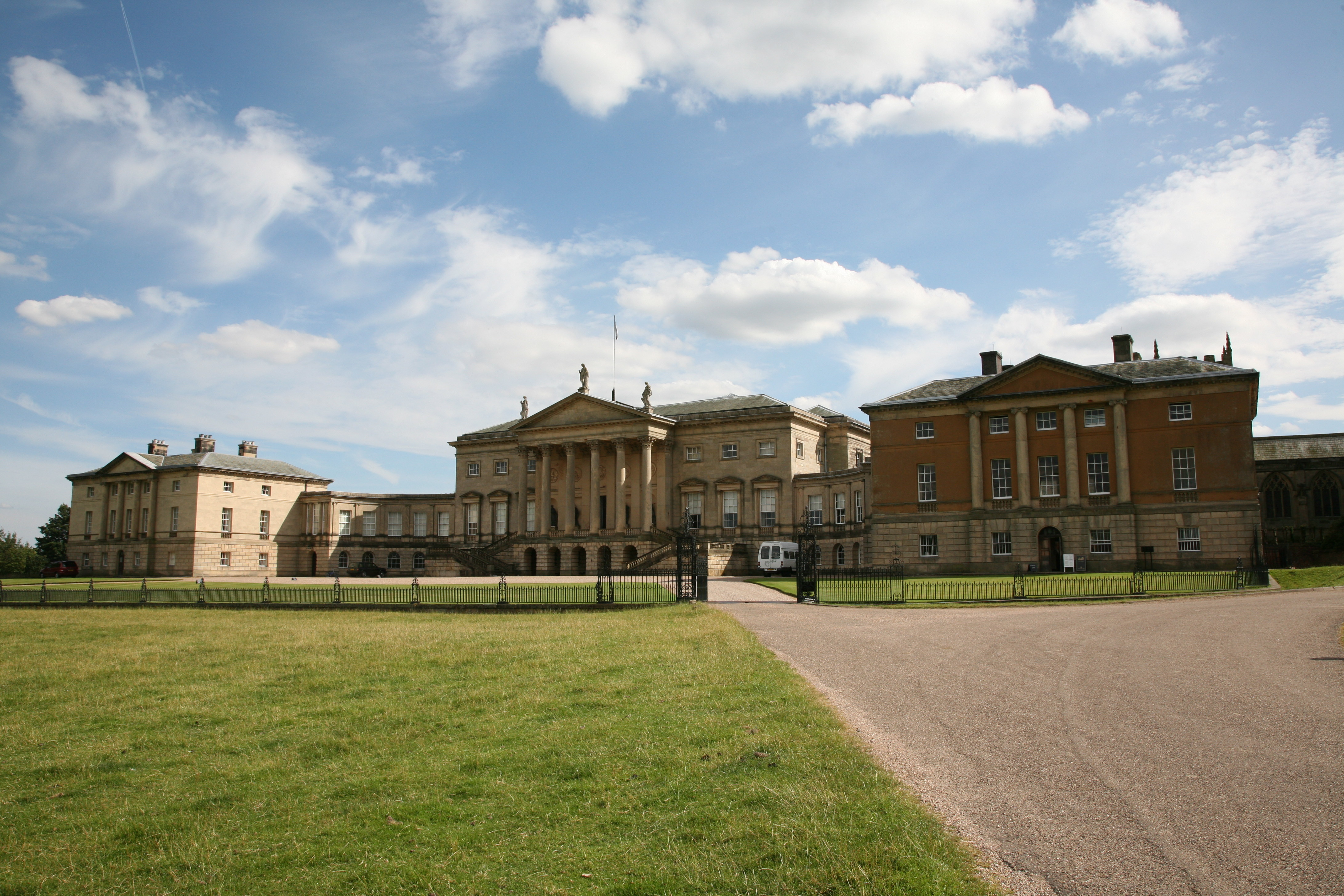
Kedleston Hall war Brettinghams Gelegenheit, sich als fähig zu erweisen, ein der Holkham Hall ebenbürtiges Herrenhaus zu entwerfen. Diese Gelegenheit übernahm Robert Adam von ihm, der die Nordfassade (siehe oben) fast so baute wie Brettingham sie entworfen hatte, allerdings mit einem dramatischeren Portikus.

Kedleston Hall ist ein Landhaus in Kedleston in der englischen Grafschaft Derbyshire, etwa 6,5 km nordwestlich von Derby. Es war der Sitz der Familie Curzon, deren Name aus dem Ort Notre-Dame-de-Curson in der Normandie stammt. Heute gehört das Anwesen dem National Trust. 2019 wurde Kedleston Hall von rund 212.000 Personen besucht. 2024 betrug die Besucherzahl etwa 214.000 Personen.
Der Familie Curzon gehörte das Anwesen in Kedleston spätestens seit 1297. Sie lebten stets in Herrenhäusern am heutigen Standort der Kedleston Hall oder in dessen Nähe. Das heutige Landhaus wurde von Sir Nathaniel Curzon 1759 in Auftrag gegeben. Es wurde von den palladianischen Architekten James Paine und Matthew Brettingham entworfen und basierte geringfügig auf einem niemals realisierten Entwurf von Andrea Palladio für die Villa Mocenigo. Der damals relativ unbekannte Architekt Robert Adam entwarf einige Gartentempel, um die Landschaft des Parks zu strukturieren. Curzon war so beeindruckt von Adams Entwürfen, dass er ihn sofort beim Bau seines Landhauses einsetzte.

## Fassaden

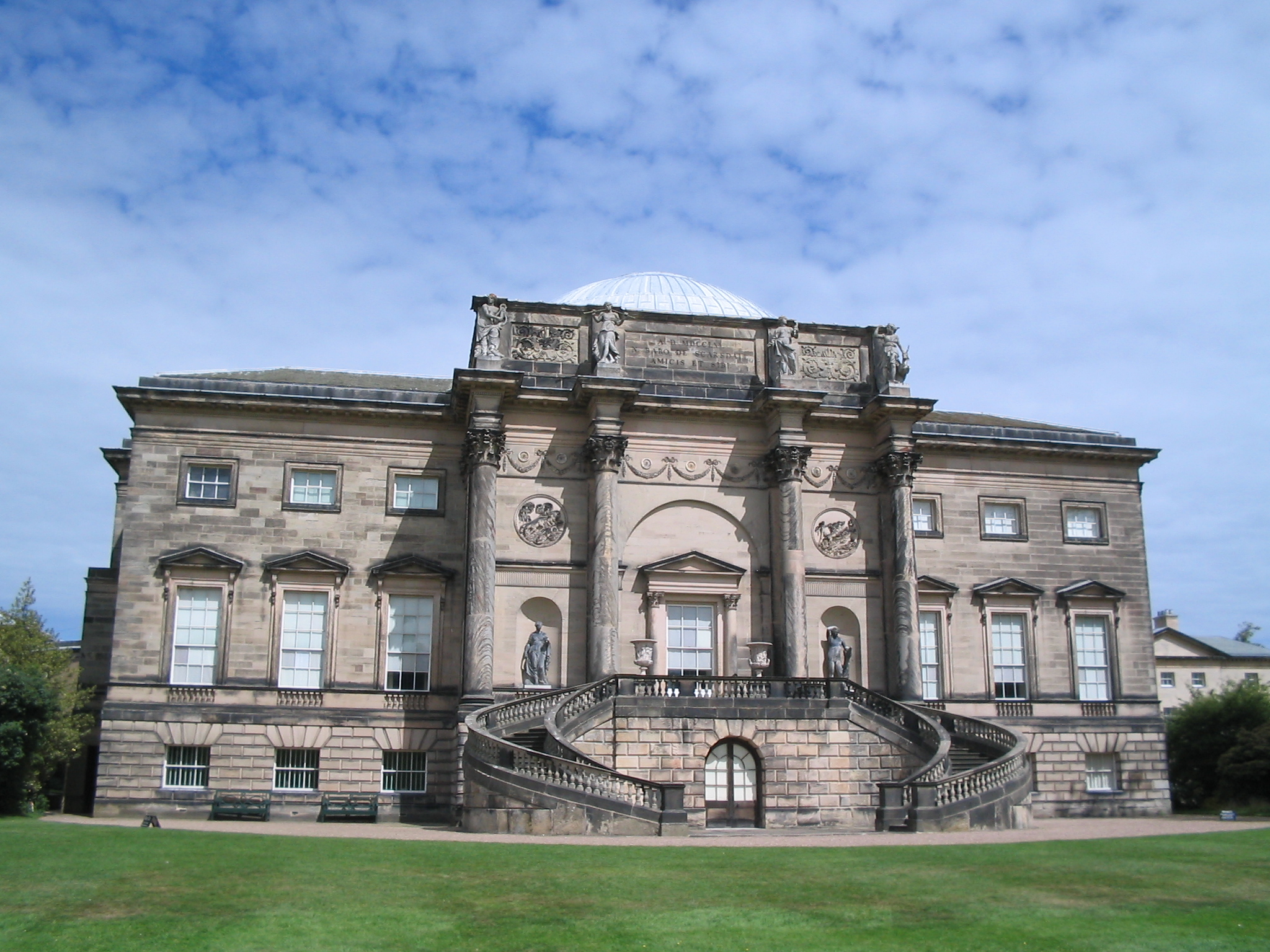
Kedleston Hall. Südfassade von Robert Adam, basierend auf dem Konstantinsbogen in Rom

Das dreistöckige Gebäude besteht aus drei Blöcken, die durch zwei segmental gebogene Korridore verbunden sind. Das Erdgeschoss ist rustiziert, während die Obergeschosse aus glatten Steinen bestehen. Der große Mittelblock enthält die Repräsentationsräume und wurde nur genutzt, wenn wichtige Gäste im Haus waren. Der östliche Block stellt für sich betrachtet bereits ein eigenes Landhaus dar und enthält alle Privaträume für die Familie. Der gleichgestaltete westliche Block enthielt die Küchenräume und anderen Diensträume sowie die Wohnräume der Dienerschaft. Pläne für zwei weitere Pavillons (wie die kleineren Blocks heißen) gleicher Größe und gleichen Aussehens wurden nicht realisiert. Diese weiteren Flügel sollten im Südosten ein Musikzimmer und im Südwesten ein Konservatorium und eine Kapelle enthalten. Die Südfassaden dieser letztgenannten Pavillons hätten sich von ihren nördlichen Gegenstücken durch große, palladianische Fenster in der Beletage unterschieden. Von dieser Seite wären die Blocks nur als zweistöckig erschienen, ein Mezzanin wäre an der Nordseite des Musikraumblocks verkleidet gewesen. Die verbindenden Galerien hätten hier auch größere Fenster als auf der Nordseite gehabt, ebenso wie Nischen mit klassischen Statuen.
Die große Nordfassade, etwa 107 Meter lang und palladianisch, wird durch einen massiven, sechssäuligen, korinthischen Portikus dominiert. Die Südfassade dagegen beruht allein auf den Entwürfen von Robert Adam. Sie ist in drei Hauptteile unterteilt; der Mittelteil besteht aus einem blinden Triumphbogen mit vier Säulen, der auf dem Konstantinsbogen in Rom basiert und eine große Glastüre mit Ziergiebel enthält, die vom rustizierten Erdgeschoss über eine geschwungene, doppelte Außentreppe erreicht werden kann. Über der Türe, auf Höhe des 2. Obergeschosses, gibt es ein Relief aus Steingirlanden und Steinmedaillons. Auf den vier korinthischen Säulen stehen klassische Statuen. Der gesamte Mittelteil der Fassade wird durch eine niedrige Kuppel gekrönt, die nur aus der Ferne zu sehen ist. Zu beiden Seiten des Mittelteils gibt es zwei gleiche, dreistöckige Flügel, jeder davon drei Fenster breit, wobei die Fenster in der Beletage die höchsten sind. Adams Konstruktion dieser Fassade enthält viel „Bewegung“ und ist von feiner, fast fragiler Art.

## Innenräume

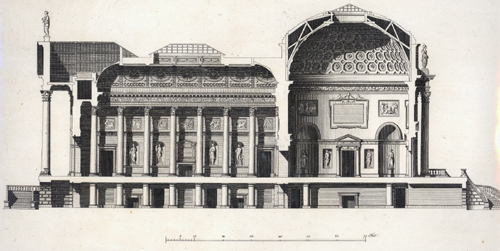
Schnitt durch die Halle und den Salon

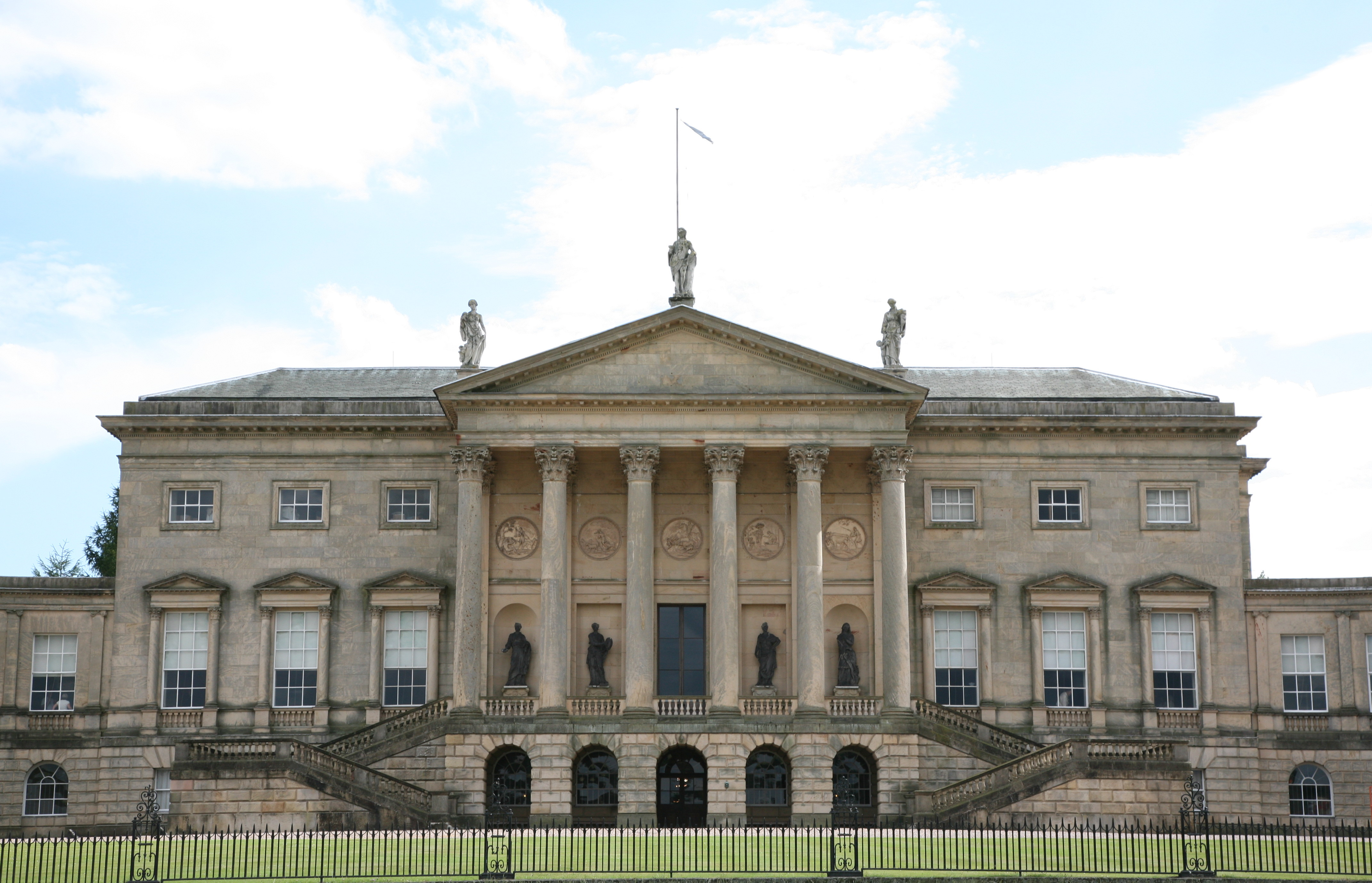
Kedleston Hall, Corps de Logis

Das neugotische Innere des Hauses wurde von Adam nicht weniger beeindruckend als das Äußere entworfen. Betritt man das Haus durch den großen nördlichen Portikus auf der Beletage, steht man vor der großen Marmorhalle, die an den offenen Hof oder das Atrium einer römischen Villa erinnern soll. Zwanzig ausgekehlte Alabastersäulen mit korinthischen Kapitellen stützen das stark dekorierte, hochgewölbte Gesims. In Wandnischen stehen klassische Statuen, oberhalb der Nischen gibt es Grisaillepaneele. Der Boden ist mit Intarsien aus italienischem Marmor verziert. Matthew Paines ursprüngliche Pläne für diesen Raum sahen eine Belichtung durch normale Fenster an der Nordseite vor, aber Adam, der sich am römischen Stil orientierte, ließ die störenden Fenster weg und belichtete das Ganze vom Dach her durch neuartige Glaskuppeln.
Wenn die Halle das Atrium der Villa war, so sollte der angrenzende Salon an das Vestibül erinnern. Der Salon, der hinter dem Triumphbogen der Südfassade liegt, erhebt sich, wie die Marmorhalle, über die volle Höhe des Hauses auf 18,85 Meter bis zur höchsten Stelle der Kuppel, wo ein Ochsenauge ebenfalls für Tageslicht von oben sorgt. Der als Skulpturengalerie entworfene, kreisrunde Raum wurde 1763 fertiggestellt. Das dekorative Thema stammt vom Forum Romanum, wird aber modern interpretiert: In den vier massiven, apsisgleichen Rücksprüngen sind Öfen eingebaut, die als Podeste für klassische Urnen verkleidet sind. Die vier zweiflügeligen Türen, durch die der Raum betreten werden kann, haben schwere Ziergiebel, die von Stuckmarmorsäulen gestützt werden und auf der Ebene des 2. Obergeschosses Grisaillepaneele mit klassischen Themen zeigen.
Vom Salon aus zieht sich die Atmosphäre der Grand Tour des 18. Jahrhunderts durch die übrigen Empfangsräume der Beletage, wenn auch in etwas bescheidenerer Größe. Das „Prinzipalappartement“, oder auch die Flucht der Paradeschlafzimmer, enthält feine Möbel und Gemälde, ebenso wie der kleine Salon mit seinem großen Erker. Das Speisezimmer mit seiner gigantischen Apsis besitzt eine Decke, bei der sich Adam vom Augustuspalast in den farnesinischen Gärten inspirieren ließ. Das Thema setzt sich über die Bibliothek, das Musikzimmer, das Haupttreppenhaus (erst 1922 fertiggestellt) hinunter, über das Erdgeschoss bis in die sogenannte „Caesarhalle“ fort. Wenn die Gäste abreisten, muss es manchmal geradezu eine Erlösung gewesen sein, diesen Kulturtempel zu verlassen und sich in den relativ einfachen Komfort des Familienpavillons zurückzuziehen.
Ebenfalls im Haus ausgestellt sind viele Kuriositäten, die auf Lord Curzon, Anfang des 20. Jahrhunderts Vizekönig von Indien, zurückgehen, z. B. seine Sammlung fernöstlicher Artefakte. Auch Lady Curzons Krönungskleid von Delhi Durbah aus dem Jahre 1903 wird gezeigt. Es wurde von Worth in Paris entworfen und wurde „Pfauenkleid“ genannt, weil viele Edelsteine und Halbedelsteine in seinen Stoff eingenäht sind. Die Schmucksteine wurden nun durch Imitationen ersetzt, aber der Effekt ist nicht weniger blendend.
Darüber hinaus findet man in diesem großartigen Landhaus Kunst-, Möbel- und Standbildersammlungen. Der alternative Name von Kedleston Hall, The Temple of Arts, ist wirklich gerechtfertigt.

## Gärten und Anwesen

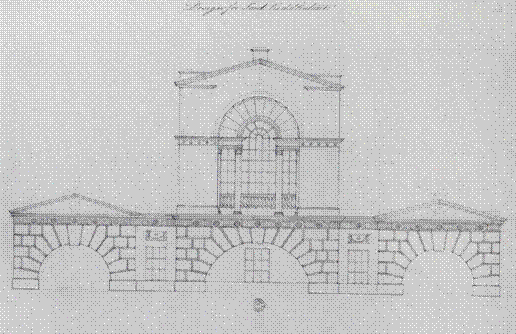
Skizze des Fischraumes und Bootshauses in Kedleston Hall, von Robert Adam, ca. 1769

Die Gärten und das Anwesen, wie sie heute zu sehen sind, beruhen größtenteils auf dem Konzept von Robert Adam. Nathaniel Curzon bat Adam 1758, „sich um den Rehpark und die Pleasure Grounds zu kümmern“. Der Landschaftsgärtner William Emes begann mit seiner Arbeit in Kedleston 1756 und blieb bis 1760 bei Curzon angestellt, aber Adam hatte den führenden Einfluss auf die Gestaltung. In dieser Zeit wurden die früheren Gärten von Charles Bridgeman zerstört und durch eine natürlicher aussehende Landschaft ersetzt. Bridgemans Kanäle und geometrische Teiche wurden in geschlängelte Seen umgewandelt.

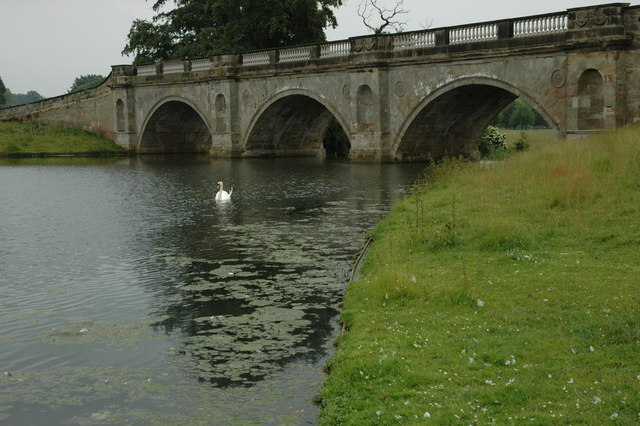
Die Brücke von Robert Adam

Adam entwarf zahlreiche Tempel und Follies, von denen viele niemals gebaut wurden. Gebaut wurden allerdings z. B. die Nordlodge (in Form eines Triumphbogens), die Eingangslodge zum Dorf, eine Brücke, Kaskaden und der Fischraum. Der Fischraum ist eines der bemerkenswertesten Gebäude im Park. Das klassizistische Bauwerk liegt an den Ufern des oberen Sees und enthält eine Kältemischung und ein Bootshaus darunter. Einige von Adams unerwarteten Entwürfen für Follies im Park waren in ihrer Größe mit dem Landhaus selbst vergleichbar. Ein „Aussichtsturm“ – entworfen 1760 – war 25,5 Meter hoch, 15,2 Meter breit und hatte fünf Stockwerke, über denen noch eine große Kuppel und zwei kleinere Kuppel auf Flankierungstürmen aufgebaut worden wären. Wäre er realisiert worden, wäre daraus ein kleiner klassizistischer Palast geworden. Adam plante, sogar irdische Nutzgebäude in architektonische Wunder zu verwandeln. Ein geplantes Fasanenhaus (eine Plattform mit einer günstigen Schussposition für die Jagd) geriet zu einem Tempel mit Kuppeldach, wobei die Dächer der klassischen Portici die notwendigen Plattformen bilden sollten – es wurde nie gebaut. Unter den Standbildern auf dem Anwesen gibt es einen Medici-Löwen, der von Joseph Wilton um 1770 auf einem von Samuel Wyatt entworfenen Podest geschaffen wurde.
In den 1770er-Jahren entwarf George Richardson ein sechseckiges Sommerhaus und 1800 eine Orangerie. Der lange Gartenweg wurde 1760 ausgelegt und mit Blütensträuchern und Zierbäumen bepflanzt. Man sagt, das Lord Scarsdale 1763 einen Samen eines seltenen italienischen Strauches, des „Rodo Dendrone“ (Rhododendron), gegeben hätte.
Gärten und Anwesen sind heute, 200 Jahre nach ihrer Anlage, fast unverändert erhalten. Teile des Anwesens sind als Site of Special Scientific Interest ausgewiesen, hauptsächlich, weil dort „reiche und vielfältige wirbellose Fauna“ alte Bäume bewohnt.

## Zweiter Weltkrieg
1939 bot Richard Curzon, 2. Viscount Scarsdale, dem Kriegsministerium Kedleston Hall zur Nutzung an. Dort wurden im Krieg etliche Einrichtungen installiert, z. B. ein Musterungsbüro und ein Trainingscamp für die Armee. Dort war auch eine Station des Y-Dienstes installiert, wo man Signals Intelligence über den Funkverkehr betrieb. Die Ergebnisse wurden, falls verschlüsselt, anschließend nach Bletchley Park zur Entschlüsselung weitergeleitet.

## Raj Bhavan
Raj Bhavan, die Residenz des Generalgouverneurs und Vizekönigs von Indien in Kalkutta, wurde nach dem Muster von Kedleston Hall errichtet. Bemerkenswerterweise wurde George Nathaniel Curzon, das bekannteste Familienmitglied, 1898 Vizekönig von Indien und residierte daher in beiden Häusern. Der Reiseschriftsteller E. V. Lucas kommentierte dies später, wie folgt:

"It is easier in Calcutta to be suddenly transported to England than in any other Indian city that I visited. There are, it is true, more statues of Lord Curzon than we are accustomed to [in England]; but many of the homes are quite English, save for the multitude of servants; Government House, serene and spacious and patrician, is a replica of Kedleston Hall in Derbyshire." (dt.: „Es ist in Kalkutta leichter als in jeder anderen indischen Stadt, sich auf einmal nach England versetzt zu glauben. Es gibt dort tatsächlich mehr Standbilder von Lord Curzon als wir es (in England) gewohnt sind. Aber viele der Häuser sind ziemlich englisch, wenn man einmal von der Zahl der Diener absieht. Das Regierungsgebäude, klar, geräumig und patrizisch, ist eine Kopie von Kedleston Hall in Derbyshire.“)